# John the Ripper
John the Ripper – program służący do łamania haseł. Początkowo stworzony dla systemu operacyjnego UNIX, aktualnie uruchamia się na piętnastu różnych platformach. Jest to jeden z najpopularniejszych programów do łamania oraz testowania haseł. Formaty, które obsługuje to DES, RSA, MD4 i MD5, Kerberos AFS oraz hasze Windows LM. Dodatkowe moduły umożliwiają obsługę LDAP, MySQL i podobnych.
Program łamie hashe za pomocą ataku słownikowego lub brute-force.